# Pterigopodi

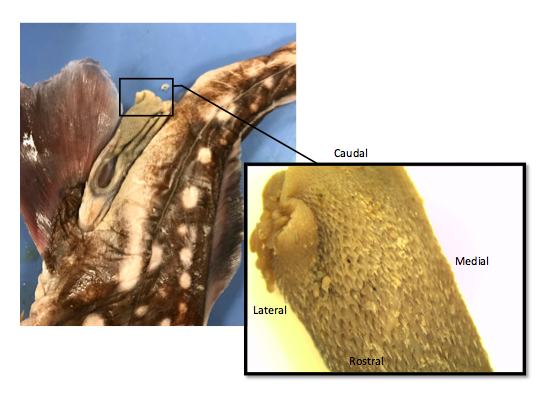
Vista dels pterigopodis d'una quimera (Hydrolagus collie)

Un pterigopodi és una estructura anatòmica dels mascles d'algunes menes de peixos, que es fa servir per a la copulació.
En alguns placoderms fòssils, com Ptyctodontida, els pterigopodis eren estructures úniques situades per darrere de les aletes pèlviques.
En els condrictis (taurons, quimeres) les aletes ventrals dels mascles estan transformades parcialment en pterigopodis, que serveixen per canalitzar l'esperma a la cloaca de la femella. Usualment tenen un sifó que s'omple d'aigua abans de la còpula, i quan un dels pterigopodis s'introdueix a la cloaca, s'obre com un paraigües per a falcar-se i el sifó es contrau expulsant aigua i esperma.